# マイ、マイ、マイ (ジョニー・ギルの曲)
「マイ、マイ、マイ」（My, My, My）は、ジョニー・ギルのシングル。3rdアルバム『ロンリー・ナイト』(Johnny Gill)からの2枚目のシングルとして1990年に発売された。
ケニー・Gによるサクソフォーンがフィーチャーされ、バック・ボーカルには制作者のベイビーフェイスの実兄らが所属するアフター7が担当しているこの楽曲は、「ようやく年齢が声に追いついた」と言われた当時22歳録音時のアルバムの中でも特に成功したバラード・ナンバーで、ビルボード全米ホット・チャートで10位、R&Bチャートでは2週間連続1位（1990年7月14日付から）を記録し、アダルト・コンテンポラリー・チャートでも32位となった。
ジョニー・ギルの代表曲になった「マイ、マイ、マイ」は、1991年ソウル・トレイン・ミュージック・アワード (1991 Soul Train Music Awards)で「最優秀R&B/ソウル・シングル賞-男性部門」(Best R&B/Soul Single – Male)を受賞したほか、楽曲とともに収録アルバムも第33回グラミー賞にノミネートされ、アルバムはダブル・プラチナディスクに認定された。
他のアーティストの楽曲にサンプリングとして使われることもあり、2020年にリル・モジーのシングル「ブルーベリー・フェイゴ」(Blueberry Faygo)で使用されたことでも再注目された。

## 制作背景
この楽曲は、元々は制作者のベイビーフェイスが、自身のアルバムに収録するつもりであったとも言われ、「元々は自分用の曲として作ったものの、ジョニー・ギルが彼の歌に変えた」と、ベイビーフェイスは過去の『ビルボード』誌のインタビューに答えているという。
その一方では違う話もあり、元々はベイビーフェイスがウィスパーズのために書き下ろした曲であったともされ、ウィスパーズに提供しようとしたが不採用となり、ジョニー・ギルへの提供となったという説もある。
ジョニー・ギルは当初、この提供された楽曲があまり好きではなく、「この曲が偉大になるなんて全く思わなかった」と振り返っているが、結果的にはジョニー・ギルが歌うことによって作品として成功し、「これが俺にアイデンティティを与えてくれた曲で、とても感謝している」と雑誌『エボニー』で語っている。
ベイビーフェイスは「マイ、マイ、マイ」(My, My, My)という曲名の由来について、ゴスペル・兄弟ユニットのワイナンズのマーヴィン・ウィナンズが曲の始めに、「マイ、マイ、マイ、マイ、マイ...」と歌い出す音の響きが心地よく聞えてきて、それがヒントになったと振り返っている。またベイビーフェイスは、ジョニー・ギルについて「私がこれまでに一緒に仕事をした中で最も偉大な歌手」だと述べて、その男性的で情熱的な歌唱を讃えた。

## 評価
そのバリトン・ボイスの卓越した歌唱力で1983年のデビュー時から注目され、1988年からニュー・エディションの新加入メンバーとして活躍したジョニー・ギルが、その後モータウン・レコードから再ソロ活動を開始した第一弾アルバム『ロンリー・ナイト』を代表する楽曲の一つとして位置づけられ、「極上のバラッド」と高評価されている。
前シングル「ラヴ・ユー・ザ・ライト・ウェイ」(Rub You the Right Way)や「マイ、マイ、マイ」に代表されるヒット・アルバム『ロンリー・ナイト』により、ジョニー・ギルは「ポスト・ルーサー・ヴァンドロス」とも評され、モータウンの再生とともに、甘美な「ロマンス」を再生させて1990年代のメロウ・ナンバーのスタンダードを確立したとも評価されている。
R&B評論家の出田圭は、この「マイ、マイ、マイ」を、ベイビーフェイス制作の代表曲トップ10に挙げて、「純情をそのまま曲にしたような」作品と解説している。

## トラック・リスト

### 7インチレコード・シングル
| #  | タイトル                                                       | 作詞 | 作曲・編曲 | 時間 |
| -- | -------------------------------------------------------------- | ---- | ---------- | ---- |
| 1. | 「マイ、マイ、マイ (My, My, My)」(7インチ・エディット 7" Edit) |      |            | 4:03 |
| 2. | 「マイ、マイ、マイ (My, My, My)」(7インチ・エディット 7" Edit) |      |            | 4:03 |

### 12インチレコード・シングル
| #  | タイトル | 作詞 | 作曲・編曲 | 時間  |
| -- | --- | ---- | ---------- | ----- |
| 1. | 「マイ、マイ、マイ (My, My, My)」(ライヴ・ヴァージョン、エクステンデッド・ヴァージョン Live Version, Extended Version)      |      |            | 10:25 |
| 2. | 「マイ、マイ、マイ (My, My, My)」(ライヴ・ヴァージョン、ラジオ・エディット Live Version, Radio Edit)                        |      |            | 5:04  |
| 3. | 「マイ、マイ、マイ (My, My, My)」(ライヴ・ヴァージョン、レコード・ブレイキング・ミックス Live Version, Record Breaking Mix) |      |            | 16:40 |

### CDシングル
| #  | タイトル                                                                     | 作詞 | 作曲・編曲 | 時間 |
| -- | ---------------------------------------------------------------------------- | ---- | ---------- | ---- |
| 1. | 「マイ、マイ、マイ (My, My, My)」(エディテッド・ヴァージョン Edited Version) |      |            | 4:18 |
| 2. | 「マイ、マイ、マイ (My, My, My)」(LP・ヴァージョン LP Version)               |      |            | 5:20 |

### CDマキシシングル
| #  | タイトル | 作詞 | 作曲・編曲 | 時間  |
| -- | --- | ---- | ---------- | ----- |
| 1. | 「マイ、マイ、マイ (My, My, My)」(ライヴ・ヴァージョン、エクステンデッド・ミックス Live Version, Extended Mix)              |      |            | 10:36 |
| 2. | 「マイ、マイ、マイ (My, My, My)」(ライヴ・ヴァージョン、ラジオ・エディット Live Version, Radio Edit)                        |      |            | 5:08  |
| 3. | 「マイ、マイ、マイ (My, My, My)」(ライヴ・ヴァージョン、レコード・ブレイキング・ミックス Live Version, Record Breaking Mix) |      |            | 16:45 |

## レコーディング・ミュージシャン
- ジョニー・ギル – リード・ボーカル、バック・ボーカル
- ケニー・G – サクソフォーン
- アフター7（英語版） – バック・ボーカル
- L.A.リード（英語版） - ドラムス、パーカッション、ミキシング
- ケビン・ロバーソン (Kayo Roberson)（ディール（英語版）） - ベース
- ベイビーフェイス – キーボード
- ジョン・ガス (Jon Gass) – レコーディング・エンジニア、ミキシング・エンジニア
- ルイス・パジェット (Lewis Padgett) – レコーディング・エンジニア
- ドンネル・サリバン (Donnell Sullivan) - アシスタント・エンジニア
- ブライアン・ガードナー（英語版） - マスタリング・エンジニア

## チャート記録

### 週間
| チャート(1990)                                                                        | 最高位 |
| ------------------------------------------------------------------------------------- | ------ |
| アメリカ「ホット100・シングルチャート」(Billboard Hot 100)                            | 10     |
| アメリカ「アダルト・コンテンポラリー・チャート」(Adult Contemporary)                  | 23     |
| アメリカ「ホットR&B/ヒップホップ・シングルチャート」(Billboard Hot R&B/Hip-Hop Songs) | 1      |
| イギリス「全英シングルチャート」(UK Singles Chart)                                    | 89     |
| オランダ「シングル・トップ100」(Dutch Single Top 100)                                 | 37     |
| オランダ「ネーダラントス・トップ40」(Dutch Top 40)                                    | 26     |
| ニュージーランド「RIANZ」(Recorded Music NZ)                                          | 31     |

### 年間
| チャート(1990)                                                           | 位 |
| ------------------------------------------------------------------------ | -- |
| アメリカ「年間ビルボード・R&Bチャート」(Billboard Hot R&B/Hip-Hop Songs) | 8  |

## リミックス・バージョンのリミキサー
出典は
- ライヴ・ヴァージョン、レコード・ブレイキング・ミックス (Live Version, Record Breaking Mix)
  - ティミー・レジスフォート (Timmy Regisford)
- エディテッド (Edit)
  - マイケル・ヴェルディック (Michael Verdick)

## 受賞・ノミネート
- 第33回グラミー賞 (33rd Annual Grammy Awards)
  - 最優秀 最優秀R&B楽曲賞 (Best R&B Song)ノミネート
  - 最優秀 R&Bヴォーカル・パフォーマンス-男性部門 (Best Male R&B Vocal Performance)ノミネート – アルバム『ロンリー・ナイト』

- 1991年ソウル・トレイン・ミュージック・アワード (1991 Soul Train Music Awards)
  - 最優秀R&B/ソウル・シングル賞-男性部門 (Best R&B/Soul Single – Male)受賞

## カバー・アーティスト
出典は

- ジェラルド・アルブライト（1990年） - アルバム『Dream Come True』に収録。
- ウィスパーズ（1997年） - アルバム『Songbook, Vol. 1: The Songs of Babyface』に収録。
- スムース・ジャズ・オールスターズ (Smooth Jazz All Stars)（2013年） - アルバム『90's Slow Jams, Vol. 2』に収録。
- モネット・サドラー（英語版）（1998年） - アルバム『Just One Kiss』に収録。

## 他の楽曲へのサンプリング
出典は
- ソロモン・チャイルズ (Solomon Childs)「Shawty (Remix)」（2007年） - アルバム『The Art of Making Love & War』に収録。
- プライズ「Shawty (R&B Remix)」（2007年） - アルバム『The Real Testament』に収録。
- ヘイリー・スモールズ (Haley Smalls)「Go Low」（2017年） - アルバム『Heart of Gold』に収録。
- セヴン・ストリーター（英語版） feat. タイ・ダラー・サイン「Fallen」（2017年） - アルバム『Girl Disrupted』に収録。
- リル・モジー「Blueberry Faygo」（2020年） - アルバム『Certified Hitmaker (AVA Leak) deluxe edition』に収録。

## 他の楽曲へのインターポレイト（補間）
出典は
- LSG（英語版）「Door #1」（1997年） - アルバム『Levert.Sweat.Gill』に収録。
- R・ケリー feat. キース・マレー（英語版）「Home Alone」（1998年） - アルバム『R』に収録。
- カシミア・キャット（英語版）「Adore (Demo)」（2015年） - アルバム『9 (Japanese deluxe edition)』に収録。
- K・メジャー (K-Major) feat. ジャクイーズ（英語版）「Underneath」（2019年） - アルバム『Aquamarine』に収録。
- ザック・X・テイ (Zac X Tay)「Mine」（2021年）